# Tornei IEP
Sotto il nome di Tornei IEP sono raggruppate una serie di competizioni internazionali calcistiche a carattere amichevole organizzate da The International Event Partnership. Tutti i tornei vedono la partecipazione di quattro grandi club internazionali.

## Albo d'oro - Classifiche finali

### Torneo internazionale di Wembley
- 1988: 1.  Arsenal - 2.  Milan - 3.  Bayern Monaco- 4.  Tottenham

### Torneo internazionale Makita
- 1989: 1.  Arsenal - 2.  Liverpool - 3.  Dinamo Kiev- 4.  Porto
- 1990: 1.  Sampdoria - 2.  Real Sociedad - 3.  Arsenal - 4.  Aston Villa
- 1991: 1.  Sampdoria - 2.  Arsenal - 3.  Panathīnaïkos - 4.  West Ham Utd
- 1992: 1.  Sampdoria  - 2.  Leeds Utd - 3.  Stoccarda - 4.  Nottingham Forest
- 1993: 1.  Chelsea - 2.  Ajax - 3.  Tottenham - 4.  Lazio
- 1994: 1.  Arsenal - 2.  Napoli - 3.  Chelsea - 4.  Atlético Madrid

### Torneo internazionale Umbro
- 1996: 1.  Chelsea - 2.  Manchester Utd - 3.  Ajax - 4.  Nottingham Forest
- 1997: 1.  Chelsea - 2.  Ajax - 3.  Everton - 4.  Newcastle Utd

### Torneo internazionale Irish
- 1997: 1.  Newcastle Utd - 2.  Derry City - 3.  Celtic - 4.  PSV

### Torneo internazionale Carlsberg
- 1998: 1.  Liverpool - 2.  Lazio - 3.  Leeds Utd - 4.  St Patrick's

### Torneo internazionale Gelderland
- 1998: 1.  Atlético Madrid - 2.  Chelsea - 3.  Vitesse - 4.  Flamengo

### Torneo internazionale di Amsterdam
- 1999: 1.  Lazio - 2.  Santos - 3.  Ajax - 4.  Atlético Madrid
- 2000: 1.  Barcellona - 2.  Ajax - 3.  Lazio - 4.  Arsenal
- 2001: 1.  Ajax - 2.  Milan - 3.  Valencia - 4.  Liverpool
- 2002: 1.  Ajax - 2.  Barcellona - 3.  Manchester Utd - 4.  Parma
- 2003: 1.  Ajax - 2.  Inter - 3.  Galatasaray - 4.  Liverpool
- 2004: 1.  Ajax - 2.  River Plate - 3.  Panathīnaïkos - 4.  Arsenal
- 2005: 1.  Arsenal - 2.  Porto - 3.  Boca Juniors - 4.  Ajax
- 2006: 1.  Manchester Utd - 2.  Inter - 3.  Porto - 4.  Ajax
- 2007: 1.  Arsenal - 2.  Atlético Madrid - 3.  Ajax - 4.  Lazio
- 2008: 1.  Arsenal - 2.  Inter - 3.  Siviglia - 4.  Ajax

### Coppa Vodafone
- 2004: 1.  Boca Juniors - 2.  Manchester Utd - 3.  Urawa Reds - 4.  PSV

### Torneo Porto di Rotterdam
- 2007: 1.  Porto - 2.  Liverpool - 3.  Feyenoord - 4.  Shanghai Shenhua
- 2008: 1.  Tottenham - 2.  Celtic - 3.  Borussia Dortmund - 4.  Feyenoord